# Ichneumon fuliginosus
Ichneumon fuliginosus is een vliesvleugelig insect (orde Hymenoptera) uit de familie van de gewone sluipwespen (Ichneumonidae). De wetenschappelijke naam van de soort werd in 1790 gepubliceerd door Johann Friedrich Gmelin.

## Homoniemen
Voor Ichneumon fuliginosus Habermehl, 1909 zie Ichneumon villepreuxae Kittel, 2016